# Massimo Mattioli
Pour les articles homonymes, voir Mattioli.
Massimo Mattioli, né à Rome le 25 septembre 1943 et mort dans la même ville le 23 août 2019, est un auteur italien de bande dessinée,.

## Biographie
Massimo Mattioli débute professionnellement en 1965 dans l’hebdomadaire Il Vittorioso pour lequel il réalise plusieurs séries, Il Ragnetto Gigi, Ipo, Rita e Pino, Il Gatto califfo.
En 1968, âgé de vingt-cinq ans, il arrive en France après un court séjour à Londres pendant lequel il a travaillé pour le magazine Mayfair. Il se présente d’abord chez Hara-Kiri puis chez Pilote où René Goscinny l’oriente vers Pif Gadget. Le journal pour la jeunesse, anciennement Vaillant, est précisément en train d’élaborer sa nouvelle formule. Il y débute en publiant une page hebdomadaire composée de « strips », M le Magicien, qu’il réalisera jusqu’en 1973.
Il retourne ensuite à Rome et crée le personnage de Pinky pour Il Giornalino. Reporter de son état, Pinky est un lapin rose aux allures très « cartoon » qui connaîtra un long succès. Quelques épisodes sont parus dans Pif dans les années 1975 à 1980.
En 1977, il participe à la création de Cannibale, revue alternative en noir et blanc qui peut être considérée comme une réponse italienne à Metal Hurlant. Il y publie Joe Galaxy, série de science-fiction qu’il continue en 1980 dans Frigidaire et en 1988 dans Comic Art. En 1980, le collectif à l’origine de Cannibale, qui comprend également Tanino Liberatore, Stefano Tamburini, Andrea Pazienza et Filippo Scòzzari, abandonne ce projet pour créer Frigidaire. Massimo Mattioli y publie plusieurs séries pour adultes : Frisk the Frog, Superwest et Squeak the Mouse, parodie sadique et pornographique des dessins animés de Tom et Jerry qui sera ensuite reprise dans l'Écho des savanes,.

## Publications
- B Stories, l'Association, 2008 -  (ISBN 978-2-84414-252-8)
- Vermetto Sigh, l'Association, 2006 -  (ISBN 978-2-84414-204-7)
- M le Magicien, l’Association octobre 2003, préface de Jean-Pierre Mercier,  (ISBN 2-84414-052-1)
- Awop-Bop-Aloobop, l’Association, novembre 1999
- Squeak the mouse Tome 2, Albin Michel, 1992
- Squeak the mouse Tome 1, Albin Michel
- Joe Galaxy & Cosmic Stories, Aedena/Dargaud Diffuseur, 1987
- Superwest, Albin Michel, 1986 -  (ISBN 2-226-02583-9)

## Prix
- 1975 :  prix Yellow-Kid de l'auteur italien, pour l'ensemble de son œuvre.
- 2010 : prix Micheluzzi de la meilleure série de bande dessinée humoristique pour Pinky.
- 2012 : prix Micheluzzi de la meilleure série au dessin non réaliste pour Pinky[2],[1].